# Wesersandstein

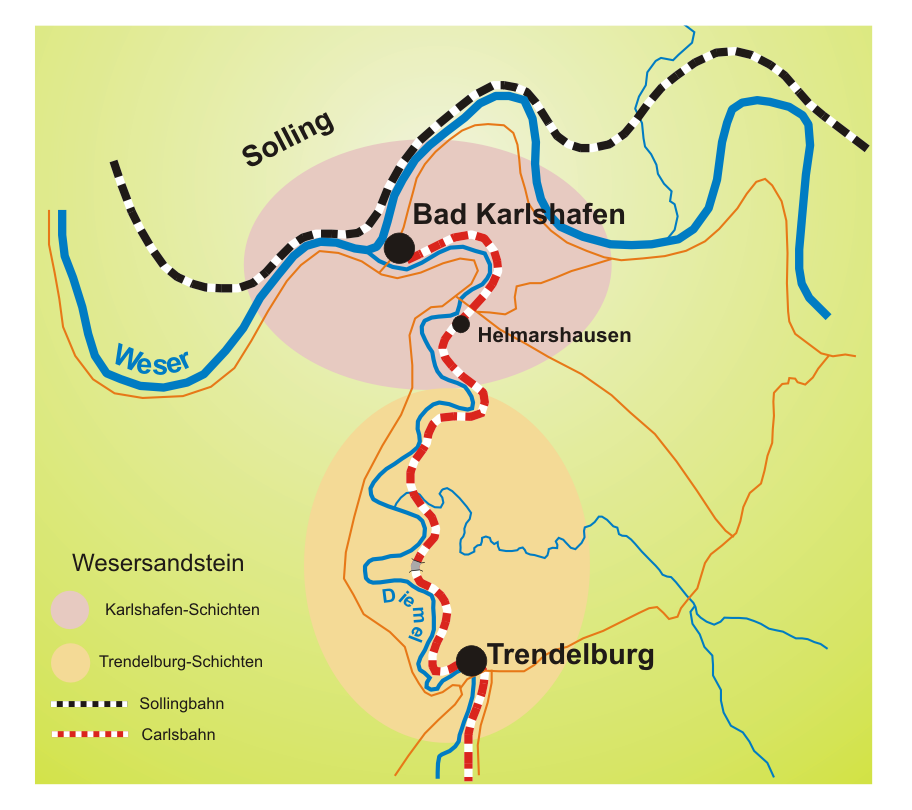
Kartenskizze mit stark vereinfachter Darstellung der Wesersandstein-Vorkommen (im engeren Sinne).

Der Begriff Wesersandstein bezeichnet Natursandsteine, die in der Solling-Folge (oberster Mittlerer Buntsandstein) im Gebiet der Oberweser und der unteren Diemel (östliches Weserbergland) im Süden Niedersachsens und im Norden Hessens vorkommen.
Beim Wesersandstein im engeren Sinn wird unterschieden zwischen dem Karlshafener Sandstein (Karlshafen-Schichten) oder Roten Wesersandstein, und dem Trendelburger Sandstein (Trendelburg-Schichten) oder Grauen Wesersandstein. In dem Gebiet zwischen Holzminden, Eschershausen, Stadtoldendorf und Bad Karlshafen steht Wesersandstein im weiteren Sinne (d. h. unter Einschluss von Solling-Sandstein-Vorkommen, die nicht klar in Karlshafen- und Trendelburg-Schichten gliederbar sind) im Abbau.

## Entstehung
Die Entstehung des Wesersandsteins reicht rund 245 Millionen Jahre ins frühe Erdmittelalter, oder genauer: in die frühe Trias, zurück. Weiträumige Flusssysteme schafften aus südlichen Richtungen lockere Sande heran, die unter anderem im Gebiet des heutigen Weserberglandes im sogenannten Reinhardswald-Trog, einem Teilbecken im Norden der Hessischen Senke und damit einem kleinen Teilbecken des Germanischen Beckens, abgelagert wurden. Das Klima im Germanischen Becken zu dieser Zeit war vorwiegend heiß und relativ trocken. Saisonale, heftige Niederschläge versorgten die Region zumindest periodisch mit Wasser, sodass sich eine artenarme Flora und Fauna halten konnte.
Im Verlauf der folgenden Jahrmillionen wurden unter vielfältigen Umweltbedingungen verschiedene weitere Sedimente abgelagert, die schließlich eine Gesamtmächtigkeit von mehr als tausend Metern erreichten. Unter der Auflast dieser Deckschichten verfestigten sich die lockeren Flusssande der frühen Trias nach und nach zu Sandstein. Infolge der Hebung weiter Gebiete Mitteleuropas während des Tertiär und speziell der Hebung des sogenannten Solling-Gewölbes im heutigen Südniedersachsen und Nordhessen wurden die Deckschichten wieder weitgehend abgetragen und die Weser schnitt sich im Verlauf der letzten Millionen Jahre in die Buntsandsteinschichten zwischen Solling und Reinhardswald mit einer mittleren Rate von 20 Zentimetern pro Jahrtausend ein.

## Stratigraphische und räumliche Verbreitung
Wesersandstein ist keine lithostratigraphische Bezeichnung, sondern der Handelsname von Sandsteinen der Solling-Folge von Nordhessen und Südniedersachsen, die als Natursteine abgebaut werden.
Die Solling-Folge oder Solling-Formation (lithostratigraphisches Kürzel: smS) bildet überregional den obersten Teil des Mittleren Buntsandsteins (sm). Die Schichtglieder der Solling-Formation, welche die Wesersandsteine enthalten, werden offiziell als Trendelburger Schichten (smS2, enthalten den Grauen Wesersandstein) und Karlshafener Schichten (smS3, enthalten den Roten Wesersandstein) bezeichnet. Diese Nomenklatur geht auf eine regionale Gliederung der Solling-Formation in insgesamt vier Untereinheiten zurück:
- Stammener Schichten (smS4),
- Karlshafener Schichten (smS3),
- Trendelburger Schichten (smS2) und
- Wilhelmshausener Schichten (smS1) (= Solling-Basisandstein)

Eine solche Unterscheidung kann jedoch offenbar nur im zentralen Teil des in etwa nord-süd-streichenden Reinhardswald-Troges getroffen werden, was einem heutigen Verbreitungsgebiet im Reinhardswald (Nordhessen) und im südlichen Solling (Südniedersachsen) entspricht. Zu den Beckenrändern hin (u. a. im nördlichen Solling) wird lediglich der Solling-Bausandstein (smSS) ausgehalten. Außerhalb des Reinhardswald-Troges wird die Solling-Folge wieder anders gegliedert, im Thüringer Becken beispielsweise in den Solling-Basissandstein (smSB), das Solling-Zwischenmittel und den Thüringer Chirotheriensandstein (smST). Die Gesamtmächtigkeit der Solling-Formation im zentralen Teil des Reinhardswald-Troges beträgt etwa 120 Meter.
Die Trendelburger Schichten treten vorwiegend im Diemeltal, am Westrand des Reinhardswaldes (Nordhessen), zutage. Die Bad Karlshafener Schichten sind vorwiegend rechts und links der Weser, im südlichen Solling, weit verbreitet.

## Eigenschaften und Verwendung

### Allgemeines
Die Wesersandsteine führen gut gerundete, fein- bis mittelsandige Quarzkörner und zeichnen sich durch ein verhältnismäßig geringes Porenvolumen aus. Der Quarzanteil liegt bei 85 bis 99 Prozent. Ihre rötliche Färbung stammt von den Eisenerzmineralen Limonit (Brauneisen) und Hämatit (Roteisen). Sie sind relativ verwitterungsbeständig.

### Roter Wesersandstein (Karlshafener Sandstein)

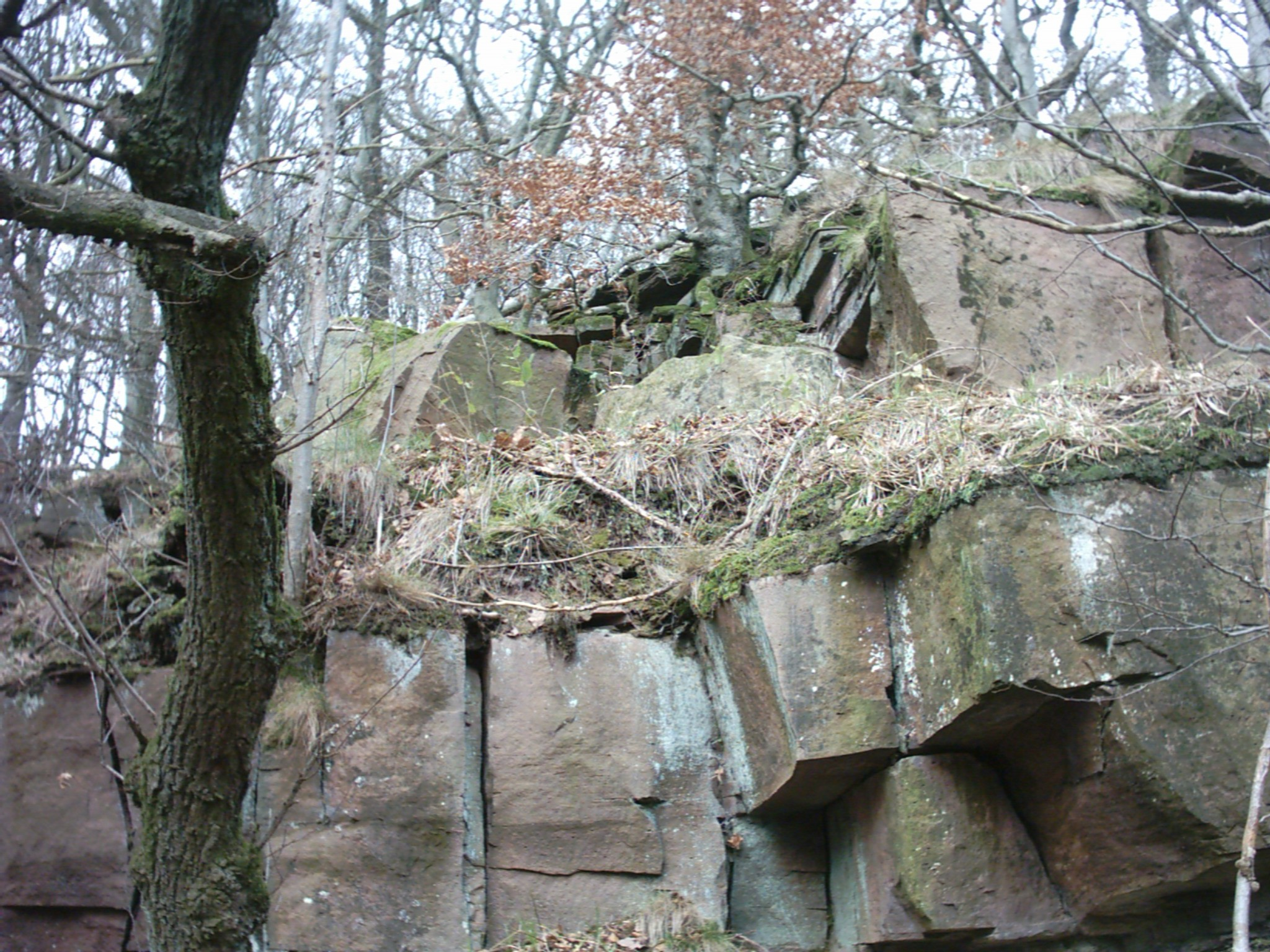
Roter Wesersandstein (Hannoversche Klippen)

Glimmer, ein durchaus häufiger Bestandteil klastischer Sedimentgesteine, tritt in den Wesersandsteinen der Karlshafen-Schichten in außergewöhnlich hohem Maße und gleichmäßig geschichtet auf. Dies bewirkt eine leichte Spaltbarkeit des Gesteins in bis zu ein Zentimeter starke Platten, die mit Keileisen und Fäusteln voneinander getrennt werden können. Die Nutzung dieser Sandsteinplatten ab dem 17. Jahrhundert zur Dacheindeckung und in Form von Behangplatten als Witterungsschutz zur Verschindelung von Hausfassaden ist eine absolute Besonderheit und typisch für den Baustil in der Region. Die Verlegung solcher Dach- und Fassadenplatten wird noch heute, überwiegend bei der Wiedereindeckung von denkmalgeschützten Gebäuden, durchgeführt. Dickere Platten, so genannte Lege- oder Dehlsteine, dienten als Fußbodenbelag in Wohnhäusern, Ställen, Kirchen und Schlachthöfen.
Technische Daten:
- Rohdichte 2,42 g/cm³
- Wasseraufnahme (Atm.) 2,04 Gew.-%
- Druckfestigkeit 135 N/mm²
- Biegefestigkeit 21,30 N/mm²
- Abriebfestigkeit 12,3 cm³/50 cm²

#### Fossilien
Im Roten Wesersandstein fanden sich Fährtenplatten, die Fußabdrücke von verschiedenen Reptilien aufweisen, die vor etwa 245 Millionen Jahren in der damaligen Flusslandschaft heimisch waren: räuberische frühe Archosaurier sowie frühe Lepidosaurier und „höhere“ Nicht-Säuger-Therapsiden. Die entsprechenden Fußspuren werden als Chirotherium sickleri, Rhynchosauroides bornemanni, R. schochardti und Dicynodontipus geinitzi bezeichnet und sind im Naturkundemuseum Kassel und im Geologisch-Paläontologischen Institut der Universität Göttingen ausgestellt.

### Grauer Wesersandstein (Trendelburger Sandstein)
Der Graue Wesersandstein schwankt in der Farbgebung zwischen hellgrau, violett, gelblich und bräunlich, enthält kaum Glimmer und ist daher weit weniger gut spaltpar als der Rote Wesersandstein. Aus ihm wurden vorwiegend Mauersteine, Kopfsteinpflaster, Treppenstufen, Kreuz- und Grabsteine sowie Schweinetröge und figürliche Kunstwerke hergestellt. Meist wurde er aber zu Bruchsteinen verarbeitet.

#### Fossilien
Fossilfunde im Grauen Wesersandstein sind hauptsächlich pflanzlicher Art, vorwiegend Schachtelhalme (Equisetites mougeoti), deren Marksteinkerne gut erhalten sind. Sie bestanden vermutlich die Uferbereiche der Buntsandstein-Flüsse, eventuell auch über längere Zeit stabile Sandbänke, von denen sie bei Verlagerung der Rinnen abgerissen und weggeschwemmt wurden, um schließlich an einer anderen Stelle des Flusslaufes im Sediment eingebettet zu werden.

## Abbau

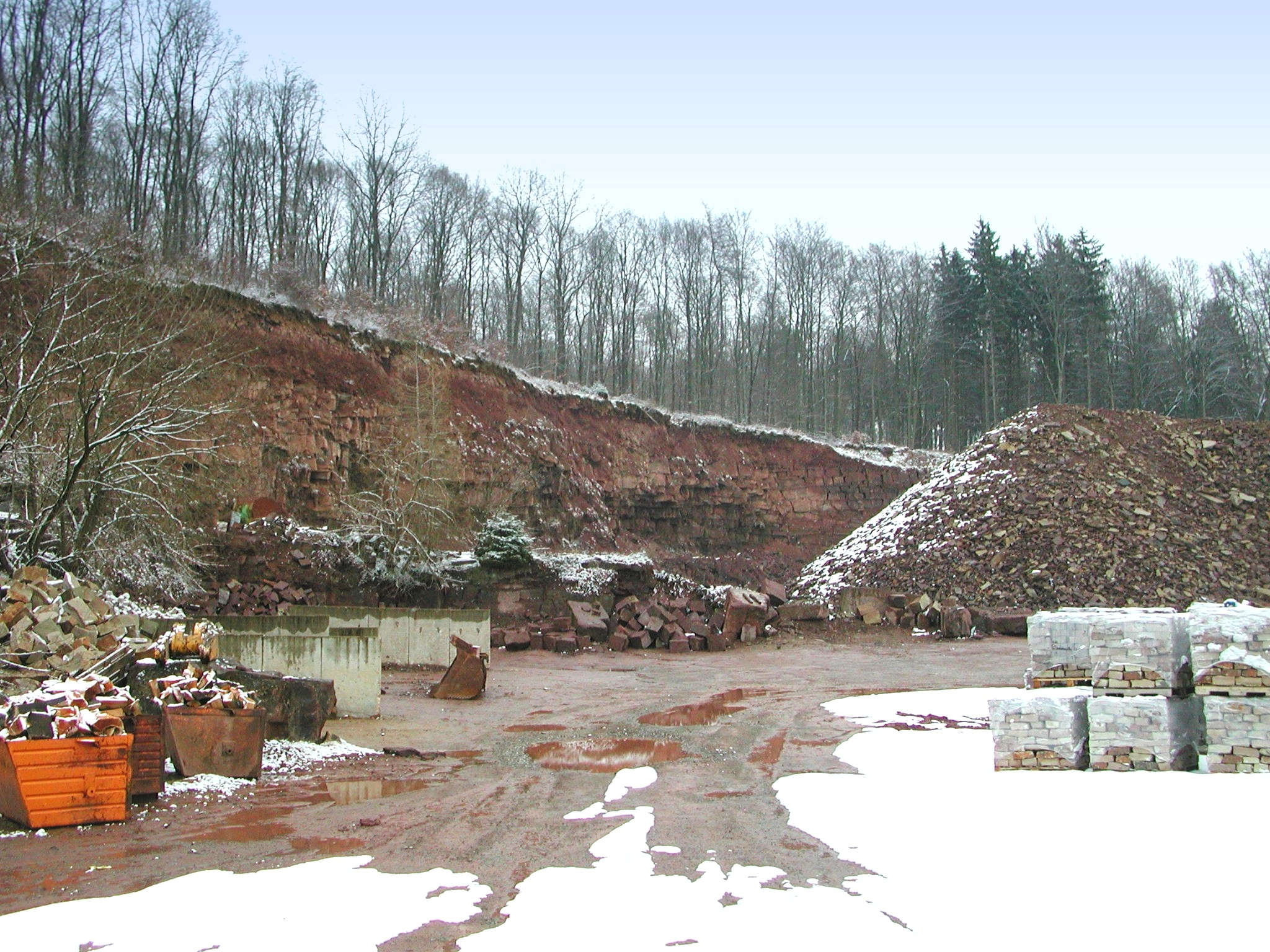
Steinbruch des Roten Wesersandsteins oberhalb der Hannoverschen Klippen

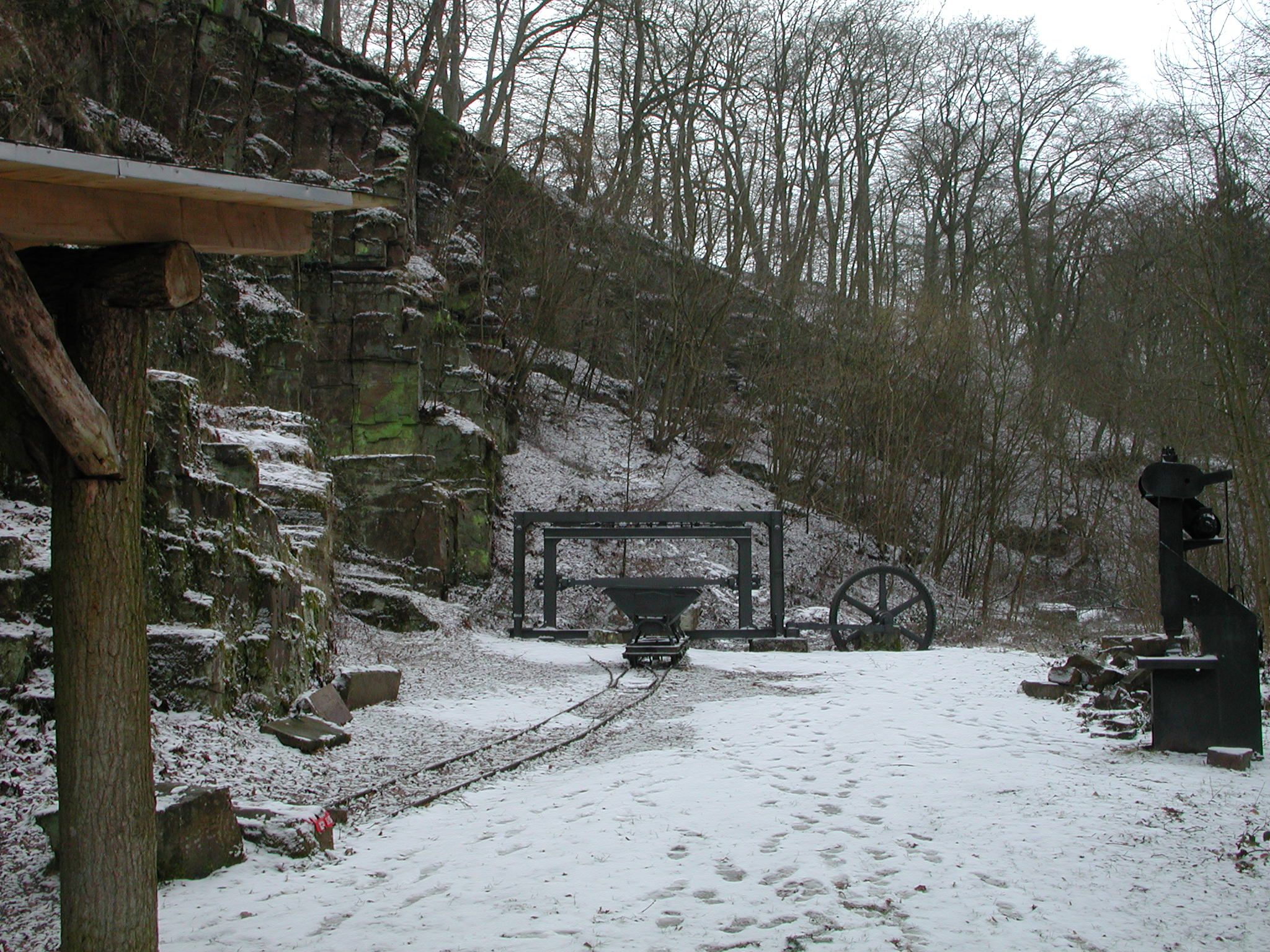
Besucher-Steinbruch bei Bad Karlshafen

Steinbrüche, in denen zielgerichtet bestimmte Steinqualitäten abgebaut werden, gibt es im Bereich des Wesersandsteins erst seit dem 19. Jahrhundert. Dennoch wurden zum Bau von Gebäuden wie dem Kloster in Helmarshausen oder der Krukenburg bereits im Hochmittelalter Sandsteine als Material verwendet. Ihr Abbau erfolgte in Steingruben, die in unmittelbarer Nähe zum Gebäude lagen, ohne Rücksicht auf die Steinqualität. Der nicht verwertbare Abraum wurde auf nahe gelegene Kummerhalden verschafft.
Nur Gruben mit hochwertigen Steinen wurden Ausgangspunkte für spätere Steinbrüche, deren Lage dicht an Weser und Diemelmündung es ermöglichte, die behauenen Steine über Rutschen auf Lastkähne zu verladen und stromauf und -ab zu den Schloss-Baustellen der Weserrenaissance zu transportieren. Diemelaufwärts übernahm dies ab 1848 die Carlsbahn, die erste Eisenbahn im Kurfürstentum Hessen, und entlang der Weser ab 1873 auch die Sollingbahn. Steinbrüche, die diese Transportwege nicht nutzen konnten, wurden aufgegeben.
So entstanden im Laufe der letzten drei Jahrhunderte unzählige aufgelassene Gruben und Abraumhalden, die sich mittlerweile teilweise unter einer dichten Vegetationsdecke verstecken. Im Raum Bad Karlshafen befinden sich heute noch fünf produzierende Wesersandsteinbrüche oberhalb der Juliushöhe links der Weser und oberhalb der Hannoverschen Klippen rechts der Weser. Die hier mit modernen Maschinen gebrochenen Roten Wesersandsteine sind von hoher Qualität und werden vorwiegend zu Restaurierungszwecken verwendet. Aber auch weiter nördlich wird Solling-Sandstein unter der Bezeichnung „Roter Wesersandstein“ gebrochen und verarbeitet, u. a. bei Arholzen östlich von Holzminden.

## Bauwerke

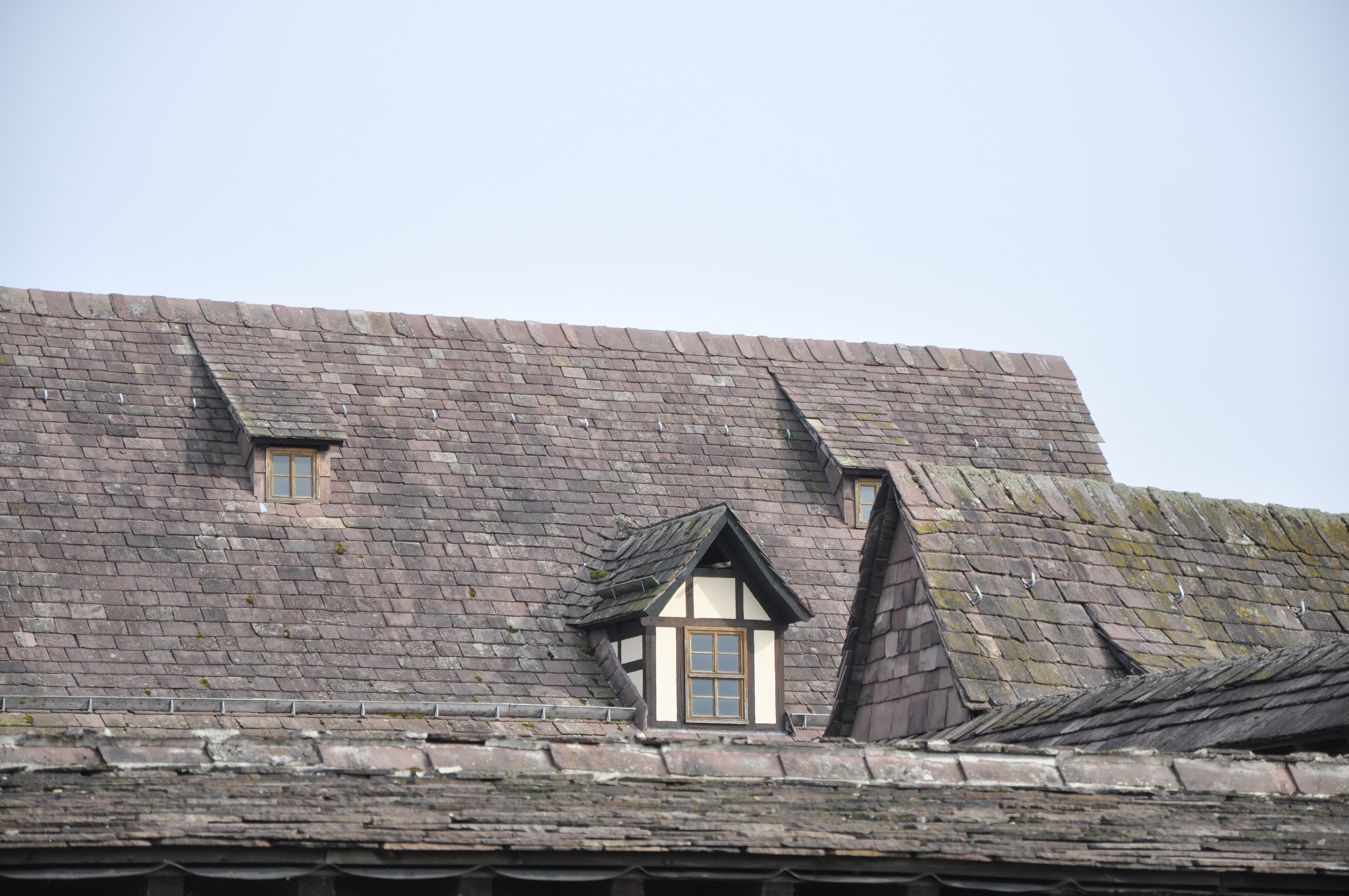
Dacheindeckung mit Wesersandstein auf dem Wasserschloss Wülmersen

Wesersandstein wurde im Mauerwerksbau mindestens seit dem 11. Jahrhundert verarbeitet als Bruchstein und Werkstein (Haustein), z. B. beim Bau der Kilianikirche in Höxter. Entstanden ist Bruchsteinmauerwerk und Werksteinmauerwerk/Quadermauerwerk meist als regelmäßiges oder unregelmäßiges Schichtmauerwerk. Seit dem 15. Jahrhundert wurde spaltfähiges Material mit Keilen oder durch Bewitterung (Frostsprengung) gespalten und als Spaltplatten (Spaltstein) zur Herstellung von Dachplatten und Fassadenplatten (Fassadenbehang) verwendet.

### Trendelburger Sandstein
- Klosterkirche Lippoldsberg
- Weltkulturerbe Schloss Corvey in Höxter
- Hotel Menzhausen in Uslar
- Löwendenkmal des Landgrafen Karl von Hessen in Bad Karlshafen

### Wesersandstein im weiteren Sinne
- Arensburg, Brücke A 2 Kreis Bückeburg (Verblendmauerwerk)
- Werratalbrücke Hedemünden (Verblendmauerwerk)
- Marine-Ehrenmal Laboe Freifläche (Pflaster)
- Wasserschloss Hehlen (Dacheindeckung)
- Schloss Corvey, Höxter (Dacheindeckung)
- Klosterkirche Amelungsborn (Dacheindeckung)
- Erlöserkirche Hannover (Altar)
- Kilianikirche Höxter (Dacheindeckung und Mauerwerk)

### Karlshafener Sandstein
- Historische Hafenanlage in Bad Karlshafen